# Toyota Avanza
Le Toyota Avanza est un monospace principalement destiné à l'Indonésie, commercialisé dans certains pays d'Asie, d'Afrique et d'Amérique latine par le constructeur automobile japonais Toyota. Il est également vendu sous le nom de Daihatsu Xenia. Il connaît trois générations depuis 2003.

## Troisième génération (W100, 2021-)
La troisième génération de Toyota Avanza et de Daihatsu Xenia est lancée en novembre 2021. Cette nouvelle mouture abandonne la propulsion.
Ce monospace se met à jour esthétiquement, avec des éléments évoquant les SUV, et technologiquement parlant.
Une version plus luxueuse du Toyota est également commercialisée sous le nom de Toyota Veloz.

## Ventes
L'Avanza connait un grand succès en Indonésie, où il est le véhicule le plus vendu du marché de 2006 à 2019 ainsi qu'en 2021.
2 750 576 unités d'Avanza et Xenia ont été vendues à travers le monde de 2003 à novembre 2018. 1 714 196 d'entre eux étaient des Avanza destinés au marché indonésien, 393 380 étaient des Avanza destinés à l'export et les 643 000 restants étaient des Daihatsu Xenia,,.